# Diafragmă
Diafragma este un mușchi care ajută în funcția respiratorie.
Atunci când aerul intră în plămâni, aceștia se măresc, mușchii intercostali și pectorali minori se contractă, iar diafragma se contractă și se deplasează în jos, astfel încât dintr-o formă aproape semicirculară ajunge să fie dreaptă.
Atunci când aerul iese din plămâni, aceștia se contractă, mușchii intercostali și pectorali minori se relaxează, iar diafragma se relaxează și revine la forma aproape semicirculară.

Respirația